# Joseph Alfred Bellet du Poisat
Joseph Alfred Bellet du Poisat, né à le 6 octobre 1823 à Bourgoin (Isère) et mort le 20 septembre 1883 à Paris, est un peintre français.

## Biographie
Joseph Alfred Bellet du Poisat naît le 6 octobre 1823 à Bourgoin, fils de Joseph Antoine Bellet du Poisat et de Clémentine Albert. Il vit jusqu'à l'âge de 7 ans dans le village de Meyrié, près de cette ville. Son père, contrôleur des contributions directes, s'installe à Lyon, place Louis-le-Grand, l'actuelle place Bellecour. Joseph est élève à l' Institution salésienne Notre-Dame des Minimes, Lyon 5e. Il s'initie à la peinture à l'âge de seize ans dans l’atelier d’Auguste Flandrin.
En 1842, ses parents souhaitent qu'il aille étudier le droit à Paris. Mais ce domaine ne l'intéresse pas vraiment, et trois années plus tard, il s'inscrit à l’École des beaux-arts de Paris, où il a pour maîtres  Jean-Louis Lacuria, lyonnais comme lui et de Michel Martin Drolling. Il est présenté  à Eugène Delacroix, avec lequel il collabore.
De retour à Lyon, il y ouvre un atelier, et expose en 1847 certaines de ses œuvres au Salon de la Société des amis des arts imaginé et fondé par le directeur du musée François Artaud 1836. Avec son cousin Pierre Gustave Girardon, il se perfectionne à l'école de peinture de   paysages créée par Nicolas Victor Fonville en 1831.
En 1855, il expose également à Paris. Dans les années 1860, il se lie avec François-Auguste Ravier et son cercle d'artistes.
Vers 1865, il quitte Lyon pour Paris où, dix ans plus tard, il décide de s'installer définitivement. Edgar Degas peint son portrait en 1865.
Il aime voyager. Il se rend en Algérie, où il visite Alger et Constantine ; en Italie, à plusieurs reprises; en Espagne en 1872 ; en Suisse où il séjourne plusieurs mois ; en Belgique ; aux Pays-Bas. Mais il parcourt aussi les routes de France : la Provence, la Normandie, la Bretagne. C'est pour lui l'occasion de réaliser de nombreux croquis qu'il utilise par la suite pour ses toiles. Sa dernière œuvre intitulée La paie des maçons a été présentée au salon de Paris.
Au cours d'un voyage à Rome, au printemps 1883, il ressent des douleurs au cœur. Quelques mois plus tard, il meurt à Paris le 20 septembre 1883, sans postérité. Il a désigné comme légataire universel son cousin, le peintre paysagiste Pierre Gustave Girardon, auquel il a légué une centaine de tableaux.

## Postérité
Quelques mois après sa mort, du 1er février au 1er mars 1884, 138 peintures ou dessins sont présentés à l'Exposition générale de Lyon.
Peintre aujourd'hui méconnu, il faut attendre jusqu'en 2014, pour qu'une exposition rétrospective lui soit consacrée. Organisée par le musée de Bourgoin-Jallieu, sous le titre Alfred Bellet du Poisat: du romantisme à l’impressionnisme. Environ cent-cinquante œuvres ont été exposées. Le musée en conserve un fonds à titre permanent.

## Style
Ses premières toiles, comme la Liseuse (1855), portent la marque de ses premiers maîtres. À partir de 1857, il développe un style plus moderne et personnel. Il  représente, par exemple, un groupe de Compagnons du Devoir sur une route.
Mais c'est sa rencontre avec Eugène Delacroix qui est déterminante pour la suite de son œuvre. Il est sensible au courant romantique, ainsi qu'en témoigne plusieurs tableaux, comme: Entrée des Hussites au Concile de Bâle (1858), Les Belluaires (1860), Diogène et Laïs (1860).
Il aborde tous les sujets: historiques, scènes intimistes, portraits, paysages ..., navigant entre romantisme et réalisme. Il traite aussi des thèmes tirés des Ancien et Nouveau Testaments: Les Hébreux emmenés en captivité (1865), Le Christ marchant sur les eaux (1878).
Il ne se limite cependant pas à représenter des sujets religieux ou mythologiques influencés par le romantisme. Il peint aussi, à partir de 1865, des marines et des paysages, dont la vivacité des coloris font de lui un pré-impressionniste.
Pour autant, il n'est pas un chef d'école impressionniste. C'est un coloriste. Il peint ce qu'il voit, en jouant avec les harmonies et les oppositions de tons qui lui laissent une vive impression.

## Œuvres
- Gil Blas et son compagnon rencontrant un comédien, 1847-1848.
- La Barque à Caron, 1852-1853.
- Intérieur d’école, 1854.
- Les Pèlerins d’Emmaüs, 1855.
- Vue de Jaffa, 1856.
- Les Mages arrivant à Jérusalem, 1857.
- Les trois bohémiens, 1857[5].
- Entrée des Hussites au concile de Bale, 1858[6].
- François Baglion de La Salle, prévôt des marchands, salle d’audience du palais de la Bourse de Lyon.
- Les Belluaire ou Bestiaires. Gravure de J.A Bellet du Poisat, à partir d'un dessin de Pauquet. Salon de Paris, 1861. Lieu de conservation inconnu.
- Prédiction du Christ sur le lac de Tibériade, 1862[7].
- Le jeune Sculpteur dans son atelier, 1865.
- Promenade, 1865.
- Paysage fluvial, 1866.
- Péniches à quai, 1866.
- Un couple assis parmi les arbres, près d'un lac, 1870. National Gallery of Art, Washington D.C,États-Unis.
- Promeneurs sur la jetée de Trouville-sur-Mer (1877), musée de Bourgoin-Jallieu.
- La prière (avant 1883), conservé au musée de Bourgoin-Jallieu.

## Galerie

Quelque œuvres de Joseph Alfred Bellet du Poisat, dont celles mentionnées ci-dessus.
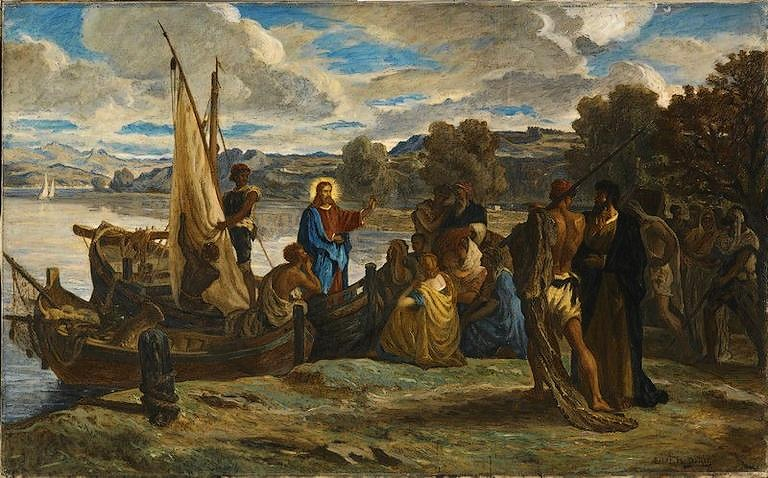
Prédiction du Christ sur le lac de Tibériade (1862), musée municipal de Bourg-en-Bresse.
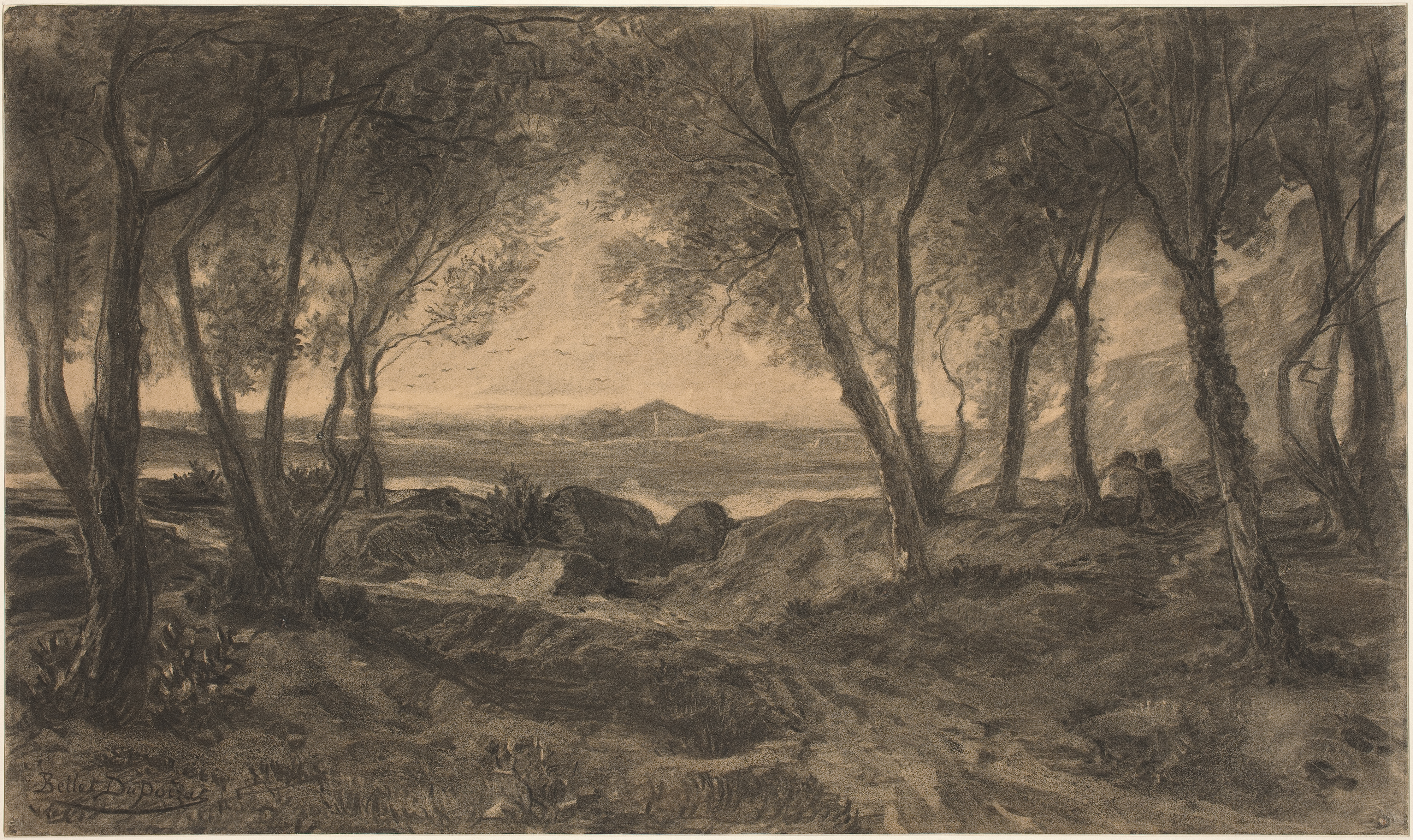
Un couple assis parmi les arbres, près d'un lac, 1870. National Gallery of Art, Washington D.C,États-Unis.
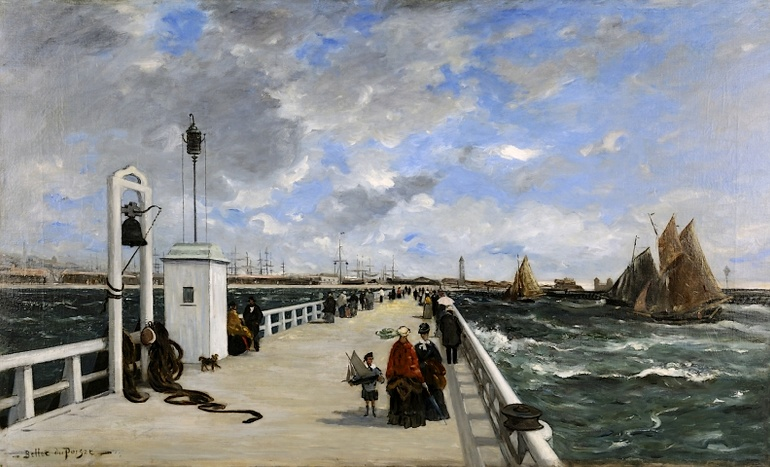
Promeneurs sur la jetée de Trouville-sur-Mer (1877), musée de Bourgoin-Jallieu.

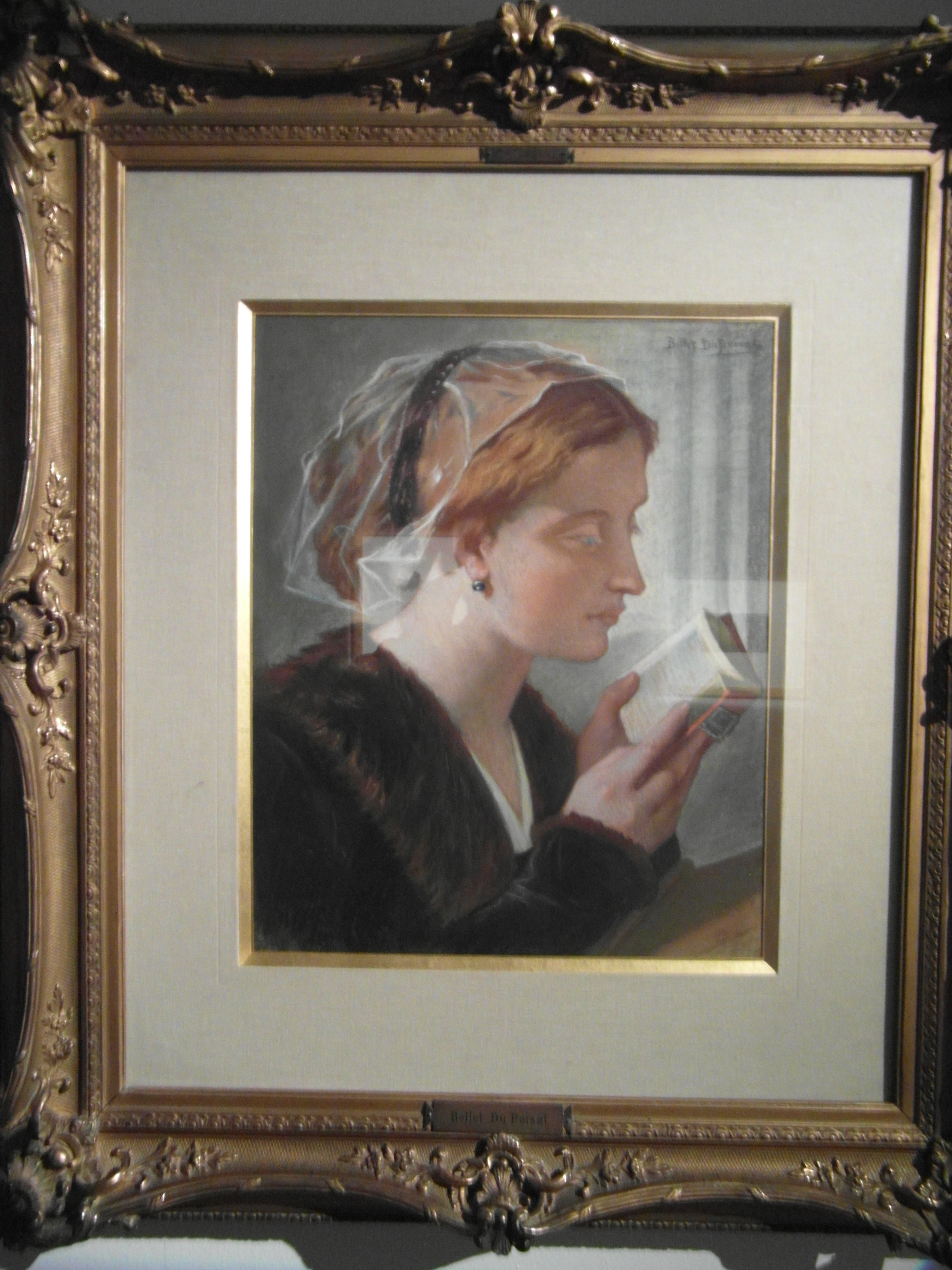
La prière (avant 1883), conservé au musée de Bourgoin-Jallieu.
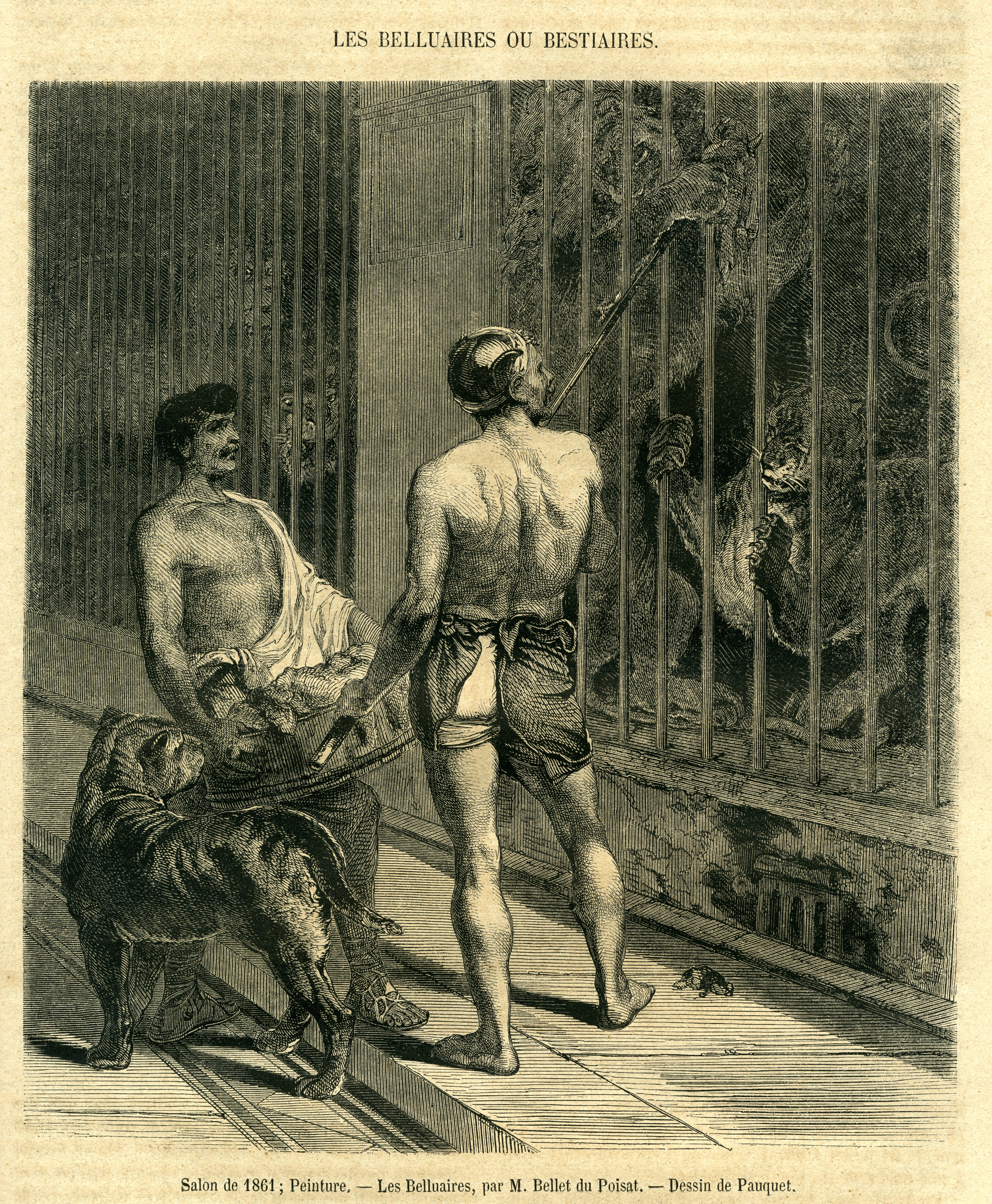
Les Belluaire ou Bestiaires. Gravure de J.A Bellet du Poisat, à partir d'un dessin de Pauquet. Salon de Paris, 1861. Lieu de conservation inconnu.
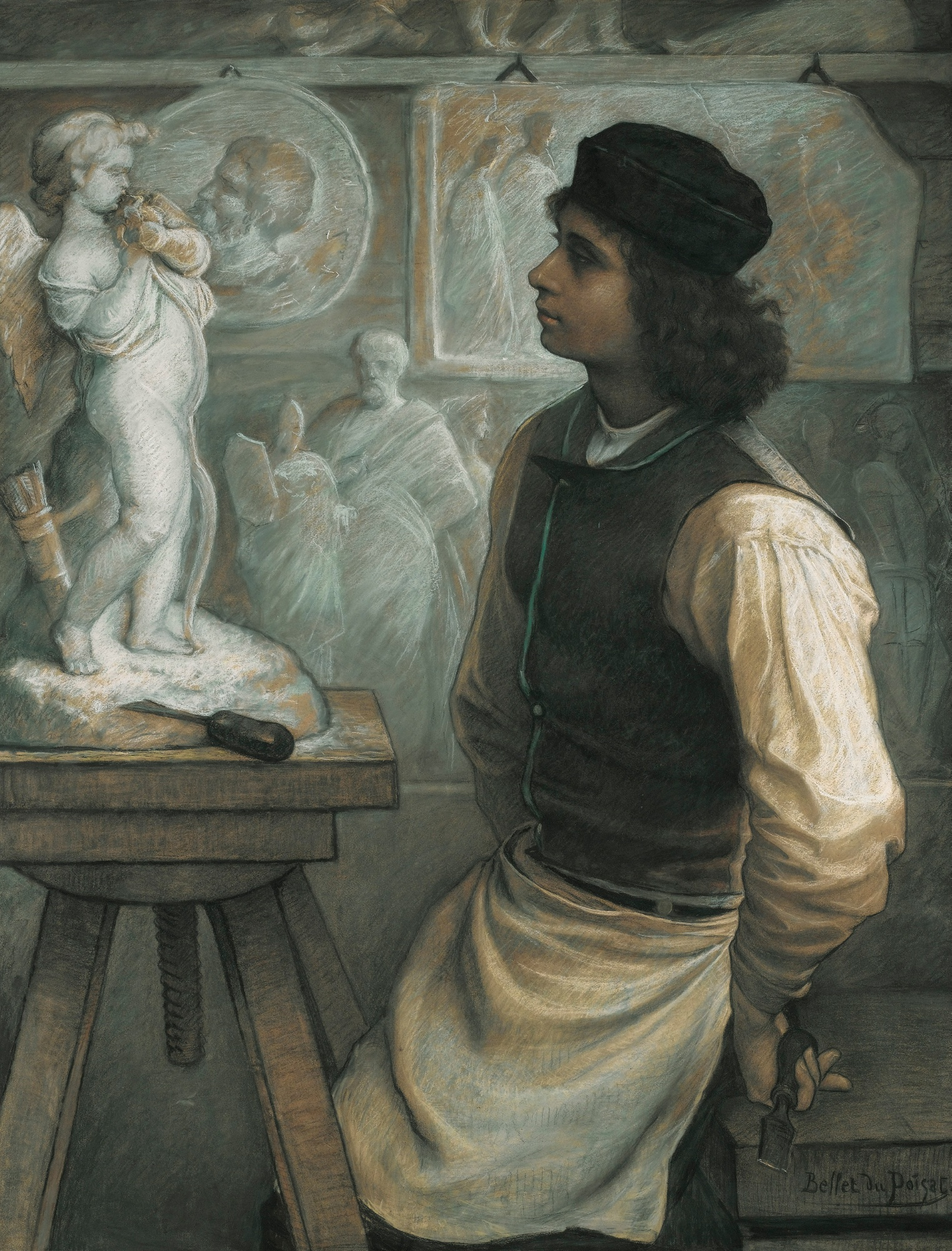
Le Jeune sculpteur dans son atelier (1865), pastel, musée de Bourgoin-Jallieu.

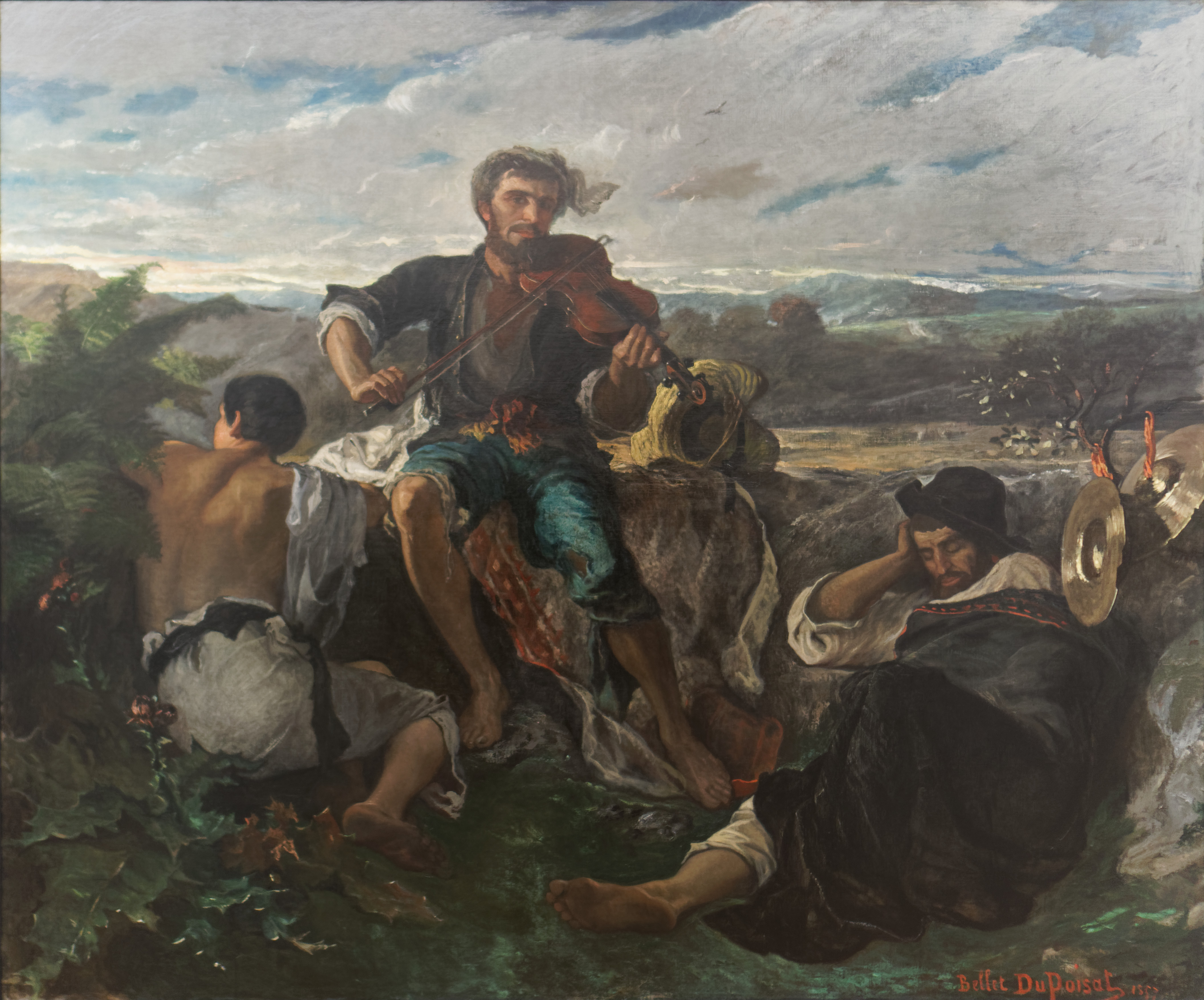
Les Trois bohémiens (1857), musée de Grenoble.
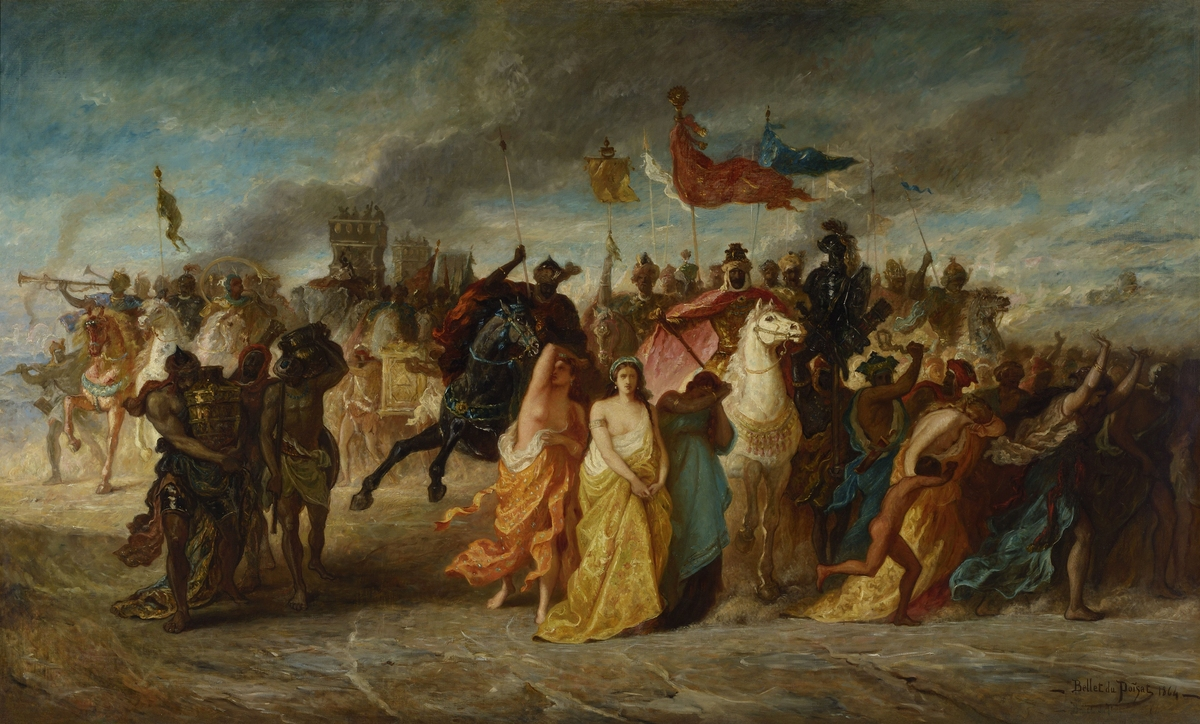
Les Hébreux conduits en captivité, musée des Beaux-Arts de Lyon.